# هابه (شهر)
شهر هابه (به فرانسوی: Habay) در شهرستان ویرتن  در استان لوکزامبورگ  در منطقه فدرال والوون در کشور بلژیک واقع شده‌است.